# Astomiopsis pacifica
Astomiopsis pacifica là một loài rêu trong họ Ditrichaceae. Loài này được W.R. Buck & L.R. Landrum mô tả khoa học đầu tiên năm 1977.